# Andrea Lo Forte Randi
Andrea Lo Forte Randi, noto anche con lo pseudonimo di Francesco Enotrio Ladenarda (Palermo, 1845 – Palermo, 1915), è stato uno scrittore italiano.
Letterato, storico, poliglotta e uomo di vasta cultura, fu professore di letteratura comparata all'Università di Roma.

## Opere

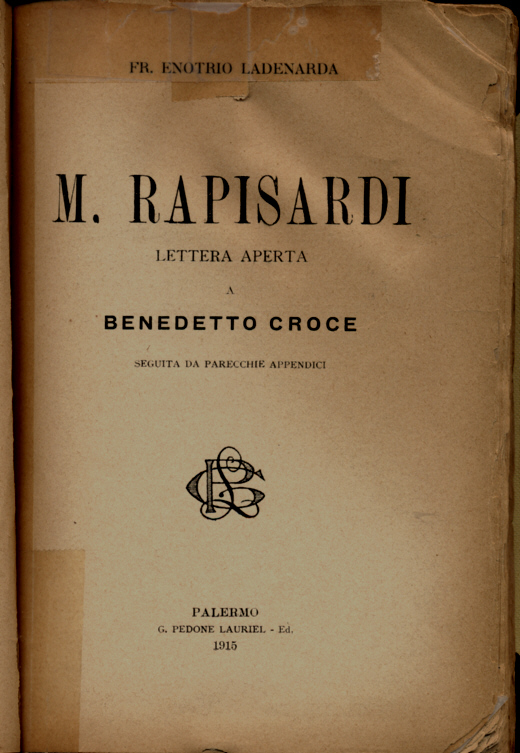
(FR. Enotrio Ladenarda, pseudonimo di Andrea Lo Forte Randi, Lettera aperta a Benedetto Croce, ed. G. Pedone Lauriel, Palermo 1915)

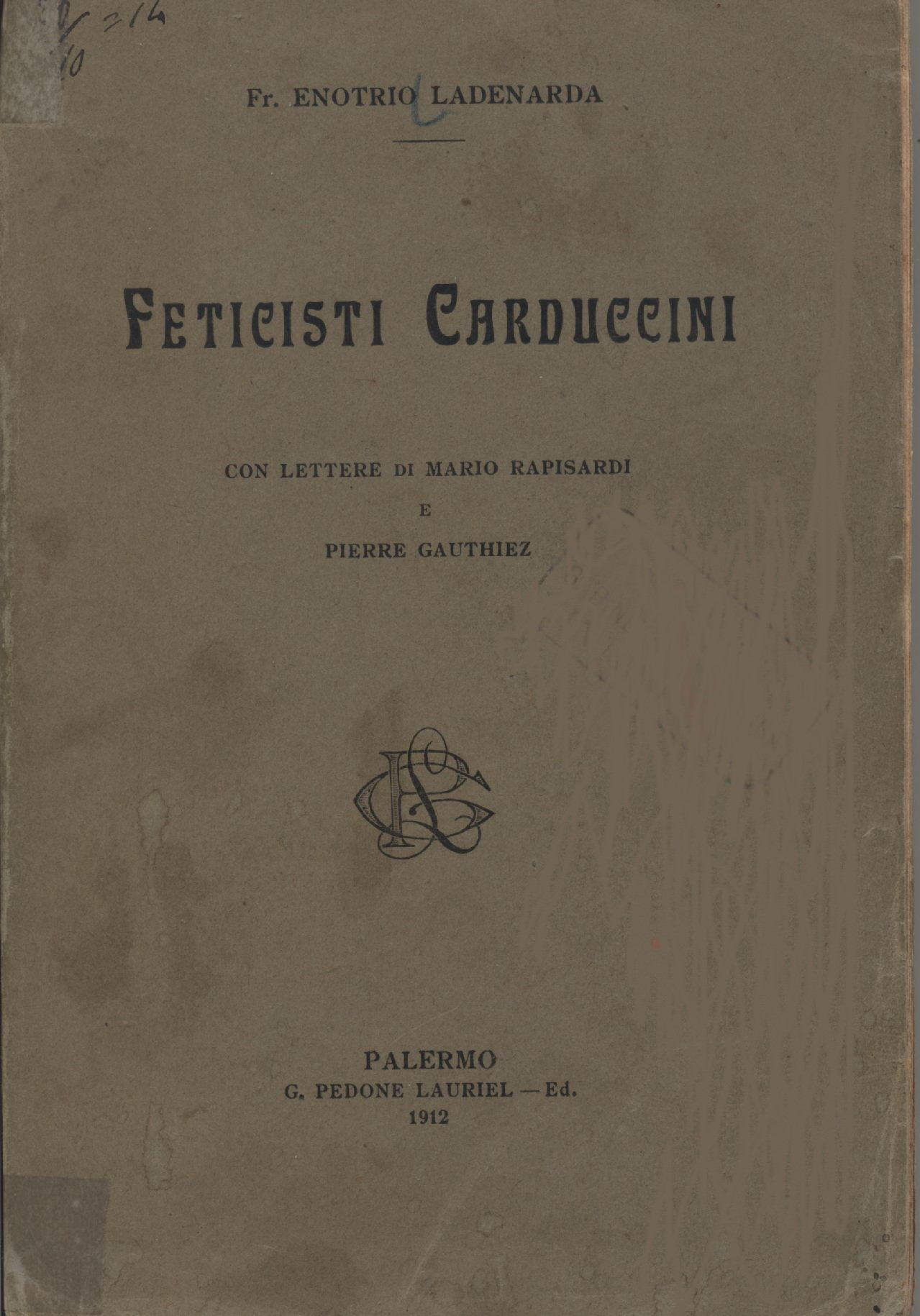

- Realismo?, Considerazioni sopra alcuni articoli del Prof. Girolamo Ragusa Moleti. 1878.
- Un pessimista inglese: Gionata Swift, 1880.
- Excelsior, Discorso, 1885.
- Les flaneurs en litterature: Rod Topffer, 1887.
- Un humoriste anglais: Laurence Sterne, 1888.
- Giacomo Leopardi e i suoi canti d'amore, saggio critico, 1888, 1897.
- Les reveurs en littèrature: Charles Nodier, 1889.
- Max Nordau et son oeuvre, 1890,
- Una piaga, 1891.
- Nelle letterature straniere:
  - 1.a Serie, Universali (Montaigne, Emerson, Amies), 1899.
  - 2.a Serie, Sognatori: M. Cervantes, Ch. Nodier, Joubert. 1900.
  - 3.a Serie, Umoristi: Rabelais e Folengo, Sterne, De Maistre, Topfer, 1901.
  - 4.a Serie, Pessimisti: Swift, La Rochefoucauld, Schopenhauer, 1902,
  - 5.a Serie, Poeti: W. Shakespeare, Lord Byron, W. Goethe, P. B. Shelley, 1905.
  - 6.a. Serie, Voltaire, Nietzche, 1905.
- Mensogne, escursione critica a traverso gli spropositi di Max Nordau, 1906, volume di 524 pagine.
- Giosuè Carducci Vol.1º e 2º, ed. G. Pedone Lauriel, Palermo 1912
- Feticisti Carduccini, ed. G. Pedone Lauriel, Palermo 1912 qui
- La Superfemmina abruzzese, ed. G. Pedone Lauriel, Palermo 1914
- Lettera aperta a Benedetto Croce, ed. G. Pedone Lauriel, Palermo 1915